# Bufoniceps laungwalaensis
Genre
Espèce
Synonymes
- Phrynocephalus laungwalaensis Sharma, 1978

Bufoniceps laungwalaensis, unique représentant du genre Bufoniceps, est une espèce de sauriens de la famille des Agamidae.

## Répartition
Cette espèce se rencontre dans le Rajasthan en Inde et dans le Sind au Pakistan.

## Étymologie
Son nom d'espèce, composé de laungwala et du suffixe latin -ensis, « qui vit dans, qui habite », lui a été donné en référence au lieu de sa découverte, la ville de Laungwala.

## Publications originales
- Arnold, 1992 : The Rajasthan Toad-headed lizard, Phrynocephalus laungwalaensis (Reptilia: Agamidae), represents a new genus. Journal of Herpetology, vol. 26, no 4, p. 467-472.
- Sharma, 1978 : A new species of Phrynocephalus Kaup (Reptilia: Agamidae) from the Rajasthan Desert, India, with notes on ecology. Bulletin of the Zoological Survey of India, vol. 1, no 3, p. 291-294.